# Cystidia conaggaria
Cystidia conaggaria är en fjärilsart som beskrevs av Walker 1862. Cystidia conaggaria ingår i släktet Cystidia och familjen mätare. Inga underarter finns listade i Catalogue of Life.